# Azinheira dos Barros
Azinheira dos Barros ist ein Dorf in der Freguesia Azinheira dos Barros e São Mamede do Sádão  im westlichen Teil des Landkreises Grândola an der Westgrenze Portugals  und hat eine Fläche von 173 km². Das Dorf hat eine Einwohnerzahl von nur etwa 1141 (2001), hat aber dennoch eine Grundschule, einen Kindergarten, ein Tageszentrum, Rathaus, Polizeistation, eine Jugendorganisation, einen kleinen Lebensmittelladen, ein Möbelgeschäft, ein Café und ein Restaurant. Die meisten Häuser sind weiß gestrichen mit gelben und blauen Umrandungen an Türen und Fenstern. Die Bevölkerung lebt hauptsächlich von der Vieh- und Schafzucht, dem Korkabbau  und der Olivenernte. Die Gemeinde wurde erstmals 1513 schriftlich erwähnt.

## Geschichte

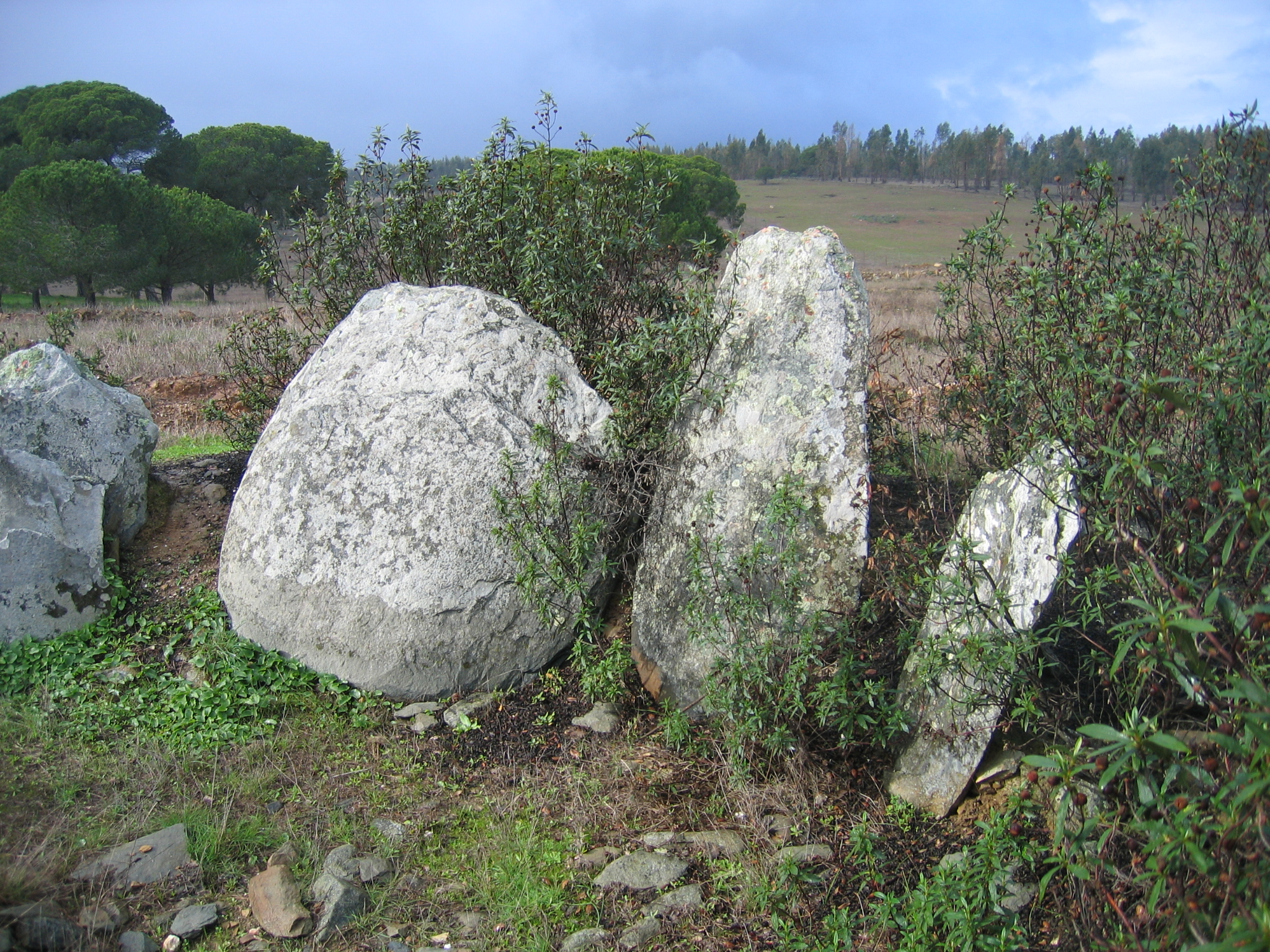
Ante bei Azinheira dos Barros – Monte das Boiças – Pata do Cavalo

In Azinheira dos Barros befinden sich zwei der in Portugal in großer Zahl erhaltenen Kultstätten und Megalithanlagen auf dem Hügel Monte das Boiças.
Die längste Zeit war der Name des Dorfes einfach Bairros, die Umbenennung erfolgt erst im 19. Jahrhundert. Der jetzige Name Azinheira dos Barros ist mit der volkstümlichen Marienverehrung verbunden und bezieht sich auf eine Legende um das Bildnis Marias:
Die Bewohner des Dorfes wollen eine Kapelle auf dem Hügel Outeiro de Palmela errichten und bringen daher das Bild ihrer Schutzheiligen „Nossa Senhora da Conceição“ dort an. Am nächsten Tag ist das Bild an einem anderen Ort – unter einer Steineiche (portugiesisch Azinheira). Das Bild wird wieder zum Hügel „Outeiro de Palmela“ gebracht, erscheint aber immer wieder an dem Platz unter der Steineiche. Letztendlich wird die Kapelle dort erbaut.